# 光果茶藨子
光果茶藨子（学名：Ribes laurifolium var. yunnanense）为虎耳草科茶藨子属下的一个变种。

## 扩展阅读
- 維基物種上的相關：光果茶藨子